# Kōji Satō (photographe)
Ne pas confondre avec Kōji Saitō
Kōji Satō (佐藤 虹児 or 佐藤 虹ニ, Satō Kōji, 1911 - 1955) est un photographe japonais amateur, surtout actif dans les années 1930.
Chōkichi Satō (佐藤 長吉, Satō Chōkichi) naît à Kumagaya, préfecture de Saitama le 1er novembre 1911. Dès l'âge de treize ans il possède un appareil réflex Thornton. Après sa sortie de l'école, il prend des photos pendant son temps libre lorsqu'il travaille pour un grossiste en bicyclettes. Il reçoit le nom de guerre Kōji Satō (佐藤 虹児, Satō Kōji) quand il est jeune.
À partir de 1931, ses photographies  paraissent dans Camera et Shashin Geppō, et à partir de 1933 dans Shashin Salon. Les œuvres de Satō sont sélectionnées pour être exposées à l'exposition internationale du Golden Gate en 1940.
Après la guerre, Satō change le caractère kanji pour celui de Kōji de (虹児) vers (虹ニ). Portraitiste dynamique et largement exposé avant et pendant la guerre, Satō tourne son appareil vers ses parents et ses enfants après la guerre.
Satō meurt de tuberculose le 30 mai 1955.
Quelques-unes des photographies de Satō font partie des collections permanentes du musée métropolitain de photographie de Tokyo, du musée des beaux-arts de Houston et du musée d'art de Shimane.

## Albums de photographies
- Nihon kindai shashin no seiritsu to tenkai (日本近代写真の成立と展開?) / The Founding and Development of Modern Photography in Japan. Tokyo : Tokyo Museum of Photography, 1995. Plate 122 : Man in black cape (黒マントの男?), Kuromanto no otoko), 1937.
- Satō Kōji no shashin (佐藤虹ニの写真?) / The Photographs of Koji Sato. N.p. : Kenji Satō, 2001. Légendes et textes en japonais et en anglais

## Sources
- (ja) Kaneko Ryūichi (金子隆一?). "Satō Kōji". Nihon shashinka jiten (日本写真家事典?) / 328 Outstanding Japanese Photographers. Kyoto : Tankōsha, 2000.  (ISBN 4-473-01750-8). En dépit du titre alternatif en langue anglaise, tout le texte est en japonais. p. 155.
- (ja) Nihon no shashinka (日本の写真家?) / Biographic Dictionary of Japanese Photography. Tokyo : Nichigai Associates, 2005.  (ISBN 4-8169-1948-1). En dépit du titre alternatif en langue anglaise, tout le texte est en japonais. pp. 196, 7.